# Lüthold II. von Rötteln (Bischof von Basel)

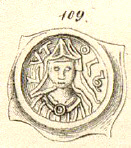
Münze (Bracteat) mit dem Bild des Fürstbischofs Lüthold II. von Basel

Lüthold II. von Rötteln (* im 12. oder 13. Jahrhundert; † 16. Januar 1249) war von 1238 bis 1248 Bischof von Basel. (Als Herr von Rötteln war er Lüthold I.).

## Leben und Wirken
Lüthold entstammte dem in der Umgebung Basels ansässigen Adelsgeschlecht der Herren von Rötteln. Sein Vater war Dietrich III. von Rötteln, sein Bruder, Walther von Rötteln, war von 1213 bis 1215 Bischof von Basel, sein Onkel, Konrad II. von Tegerfelden, von 1209 bis 1233 Bischof von Konstanz. Lüthold ist erstmals 1215 als Domherr in Konstanz und Teilnehmer am IV. Laterankonzil bezeugt. Ab 1233 war er Archidiakon des Bistums Konstanz für das Breisgau, ab 1236 auch Archidiakon für Burgund. Er wurde 1238 zum Bischof von Basel gewählt und empfing die Bischofsweihe im März 1239. Lüthold erwarb 1239 Arlesheim von der Äbtissin von Odilienberg, 1241 trat Burkhard IV. von Hasenburg seinen Besitz an den Bischof von Basel ab und nahm ihn zum Lehen. Seine Teilnahme am, von Papst Innozenz IV. 1245 einberufenen, Konzil von Lyon führte zum Konflikt mit der auf der Seite des staufischen Kaisers stehenden Stadt Basel. Die Basler Bürger stürmten 1247 die bischöfliche Pfalz und zerstörten sie, woraufhin Papst Innozenz das Interdikt über die Stadt verhängte. Am 11. März bestellte der Papst Berthold von Pfirt als Koadjutor, im Juni trat Lüthold zurück. Er starb kurze Zeit später am 16. Januar 1249 und wurde im Basler Münster vor dem Stefansaltar in der Apsidiole des südlichen Querschiffs bestattet.